# Those Once Loyal
Those Once Loyal è l'ottavo album in studio del gruppo musicale death metal britannico Bolt Thrower, pubblicato nel 2005 dalla Metal Blade Records.

## Tracce
1. At First Light – 4:41
2. Entrenched – 3:44
3. The Killchain – 4:43
4. Granite Wall – 4:06
5. Those Once Loyal – 4:17
6. Anti-tank (Dead Armour) – 4:15
7. Last Stand of Humanity – 3:13
8. Salvo – 5:21
9. When Cannons Fade – 5:30
10. A Symbol of Eight (bonus track) – 4:10

## Formazione
- Karl Willetts – voce
- Gavin Ward – chitarre
- Barry Thompson – chitarre
- Martin Kearns – batteria
- Jo Bench – basso